# Kanhomé
Kanhomé est une commune rurale située dans le département de Diabo de la province du Gourma dans la région de l'Est au Burkina Faso.

## Géographie
Kanhomé est situé à 8 km au Nord de Diabo, le chef-lieu du département, et à 8 km à l'Ouest de Tangaye. Le village est sur le bord oriental du lac de retenue du barrage en remblai de Zanré.

## Santé et éducation
Le centre de soins le plus proche de Kanhomé est le centre de santé et de promotion sociale (CSPS) de Tangaye.